# トマス・イエペス
トマス・イエペス（Tomás Yepes、1595年ころ生まれ、1674年ころ没）はスペイン、バレンシアで働いた画家である。同時代のスペインの画家、フアン・デ・エスピノサ(Juan de Espinosa: 1590–1641)やフアン・バン・デル・アメン(Juan van der Hamen: 1596-1631)とともに、多くの静物画（スペイン語圏では「ボデゴン（厨房画）」と呼ばれる。1650年以降、姓の綴りをラテン語表記に変えて、「Hiepes」と署名した。 

## 略歴
生涯については殆ど知られていない。プラド美術館の館長、アルフォンソ・ペレス・サンチェス(Alfonso Pérez Sánchez: 1935-2010)は1616年にバレンシアの画家の学校に入学した記録のある同名の人物が、この画家であろうとしている。1630年ころから、様々な文書に現れるようになり、1632年にイエペスから絵を購入し支払った価格が文書に残されている。日付のある作品で最も古いものは1642年の作品である。1655年にMarco Antonio Ortíが残した記録には、バレンシアのサント・ドミンゴ修道院でビセンテ・フェレールの列聖を祝う祝祭にイエペスの作品が展示されたことが記されている。
宗教画も描いたが残されている作品は少なく、静物画を描いたことで知られ、作品はプラド美術館やバレンシア美術館に収蔵されている。

## 作品

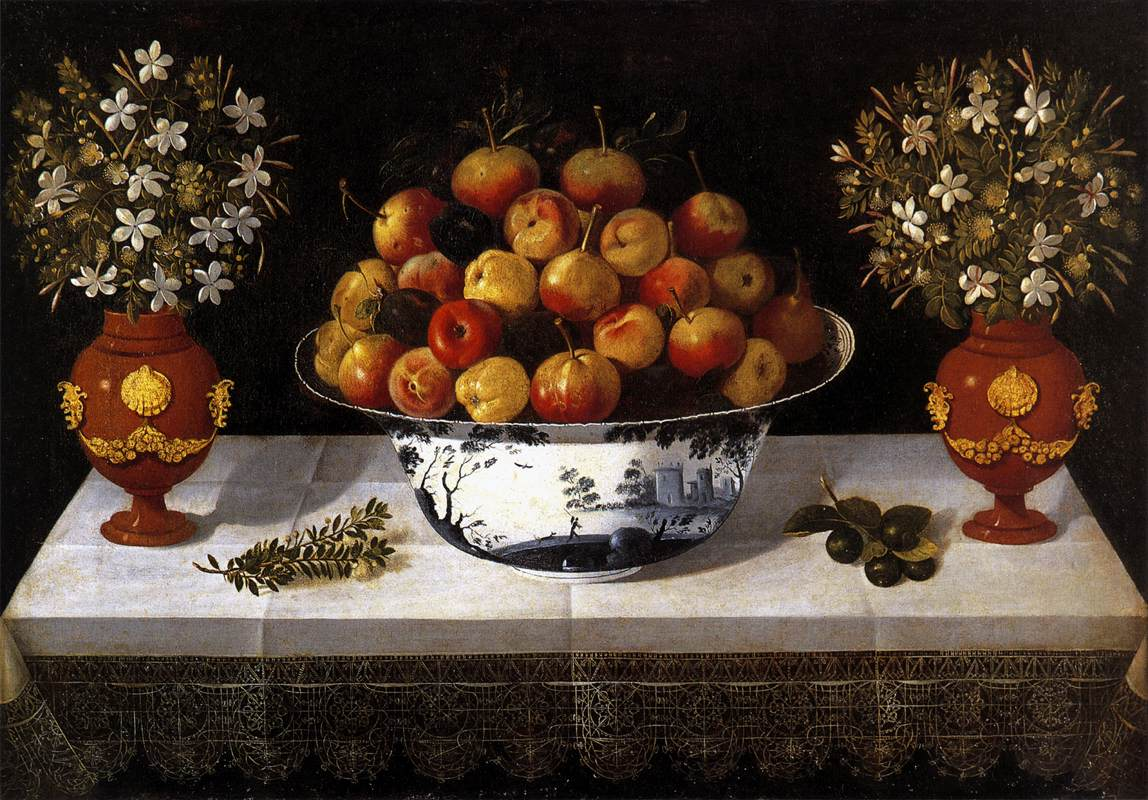
果物と花のある静物画(1642)、個人蔵
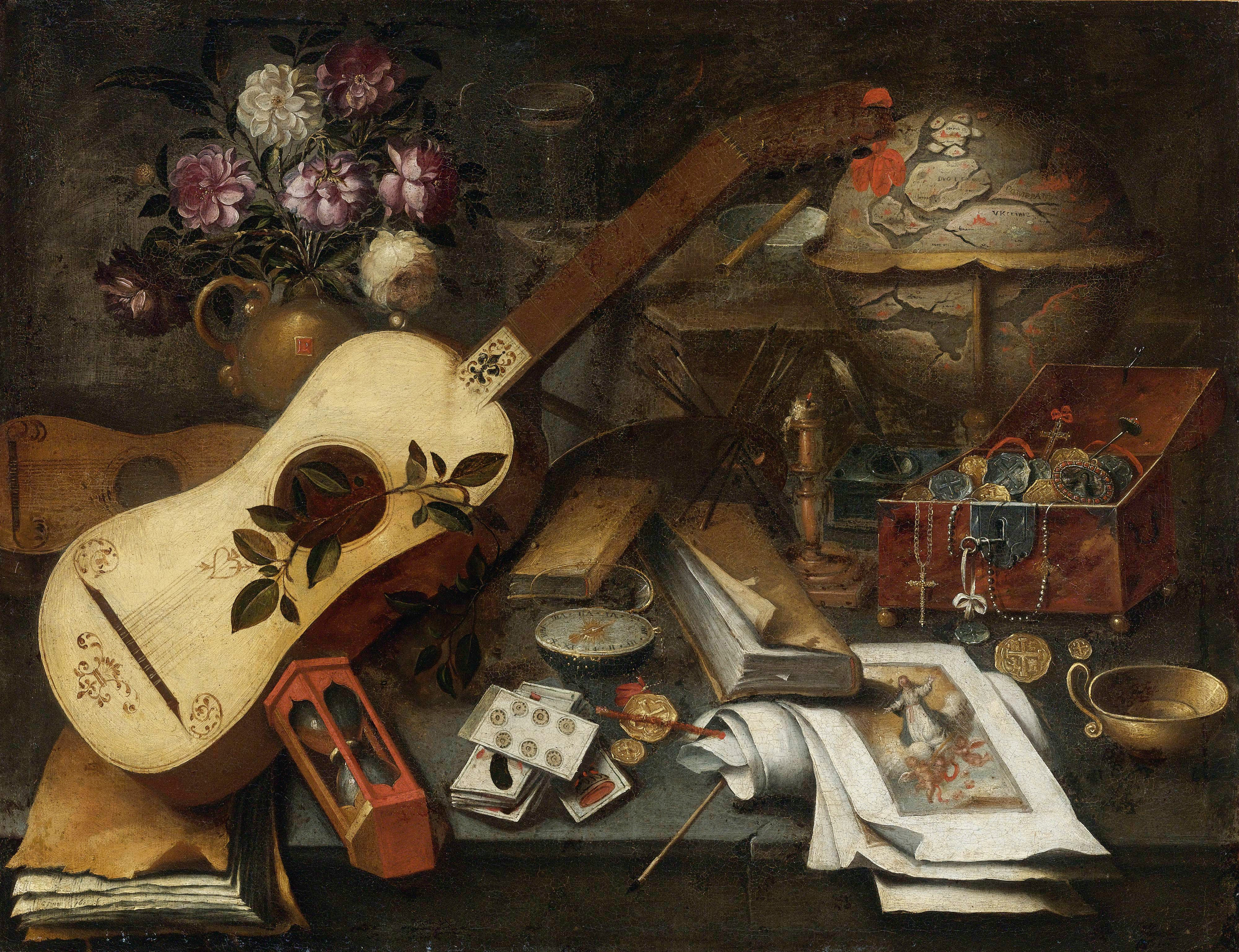
ギターのある静物画(c.1650)
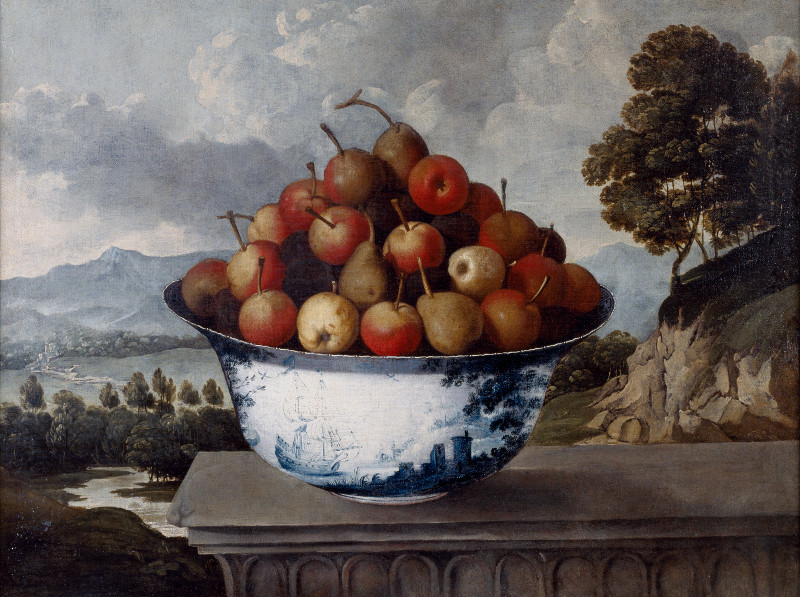
陶製の果物皿のある静物画
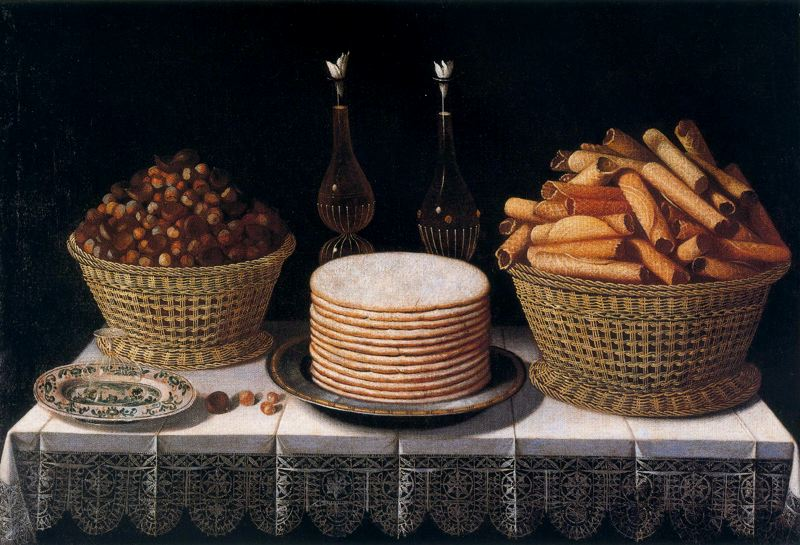
お菓子とナッツのある静物画(c.1650)
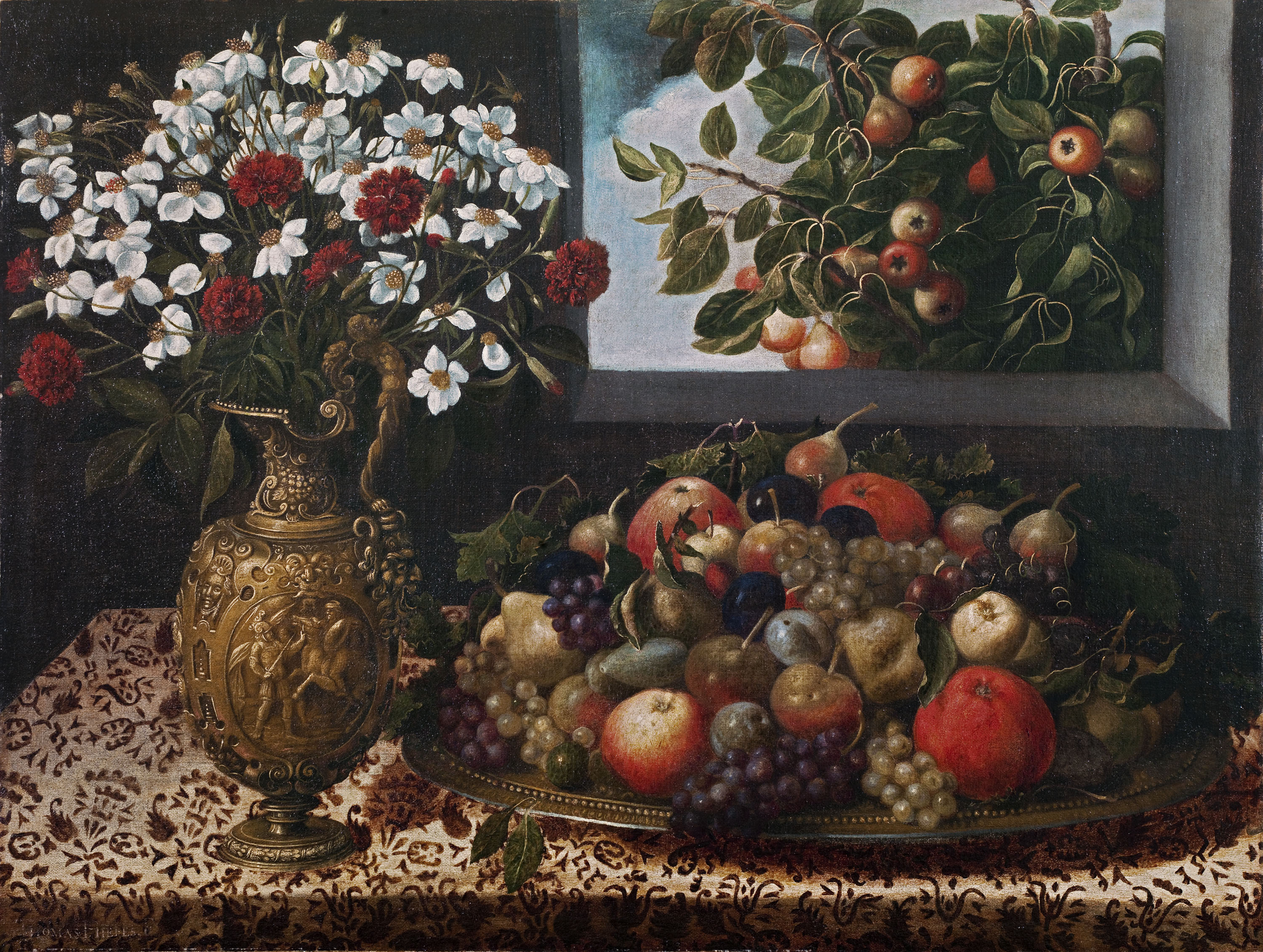
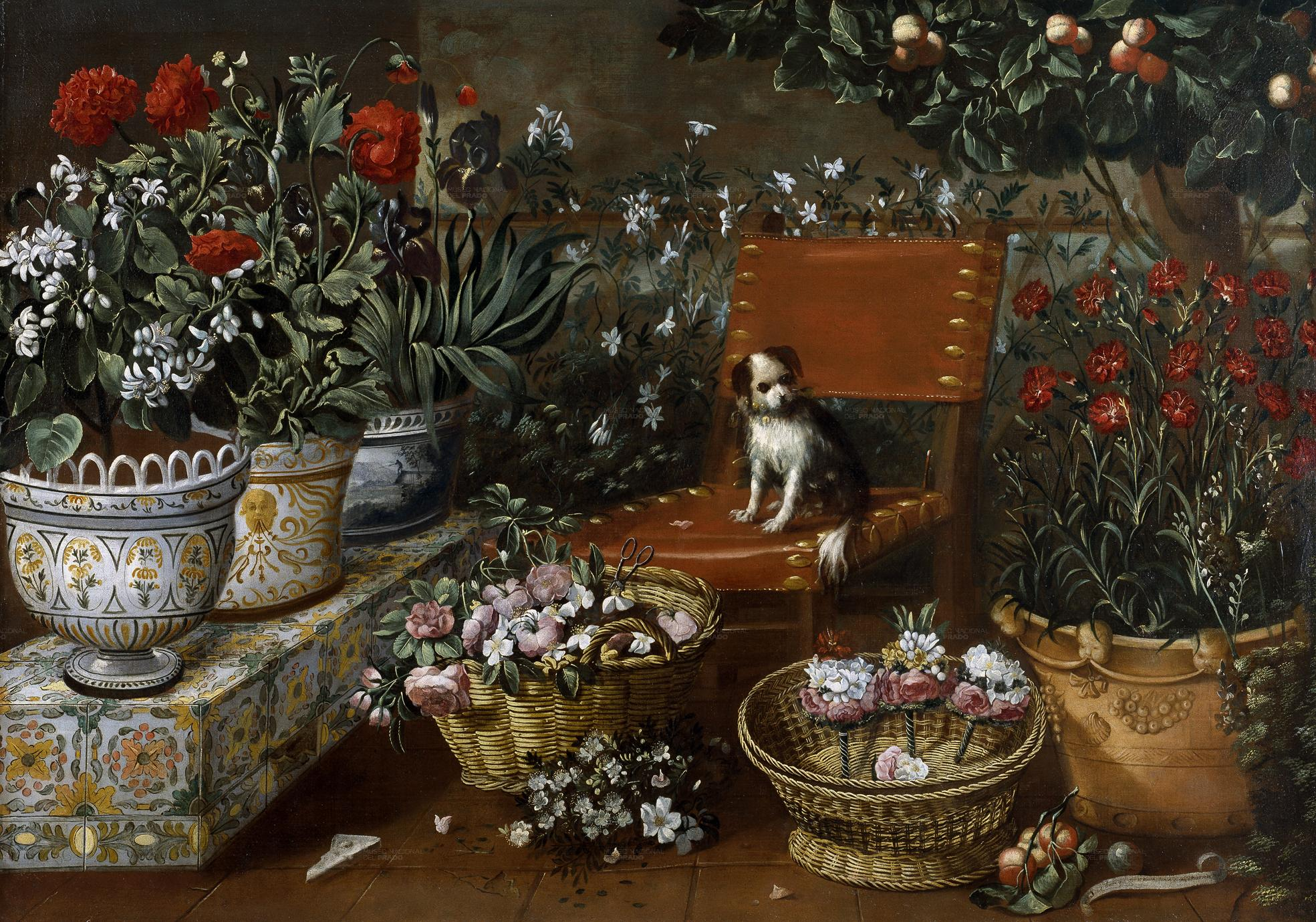
子犬のいる情景
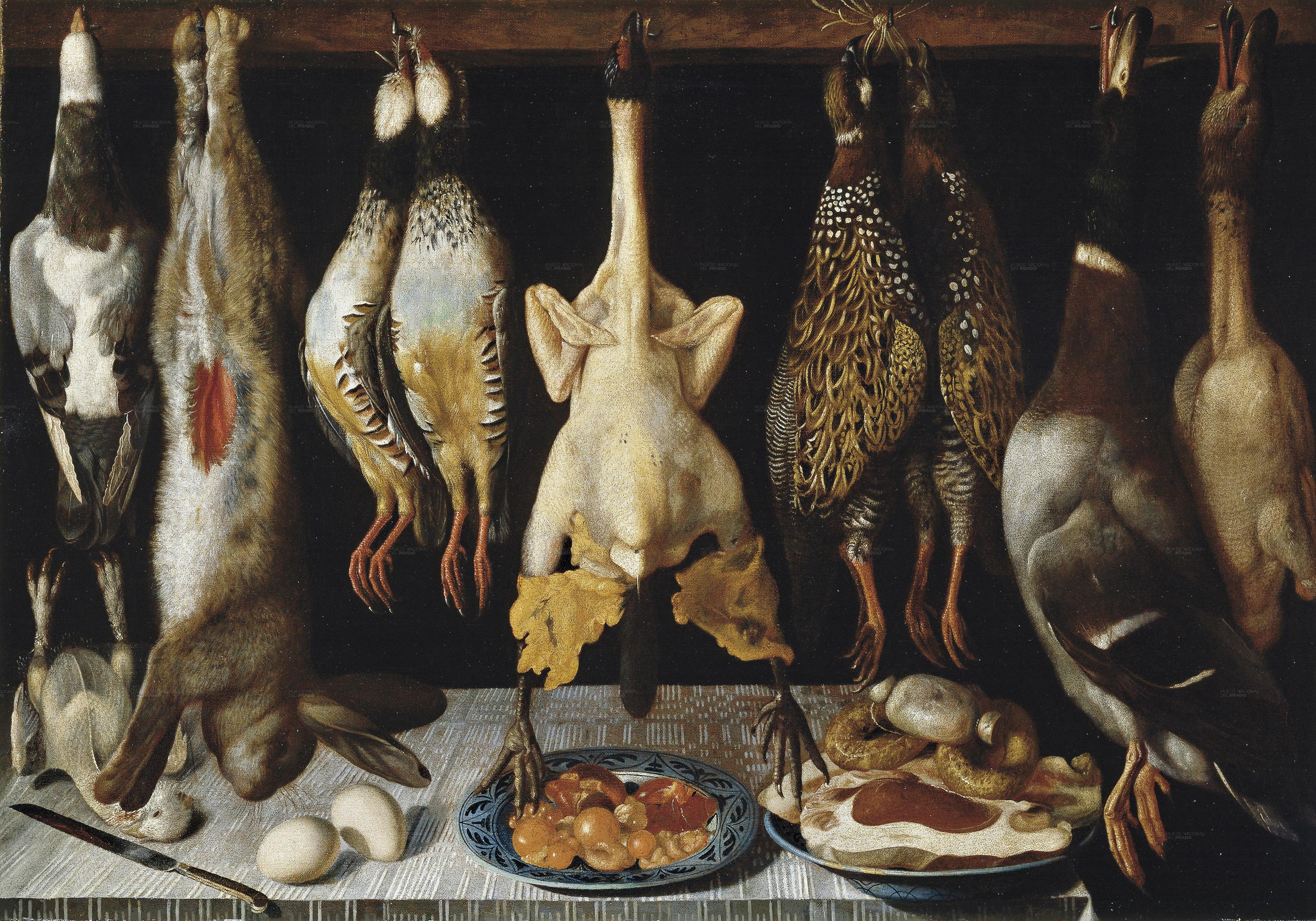
鳥と野兎の肉のある静物画 プラド美術館蔵
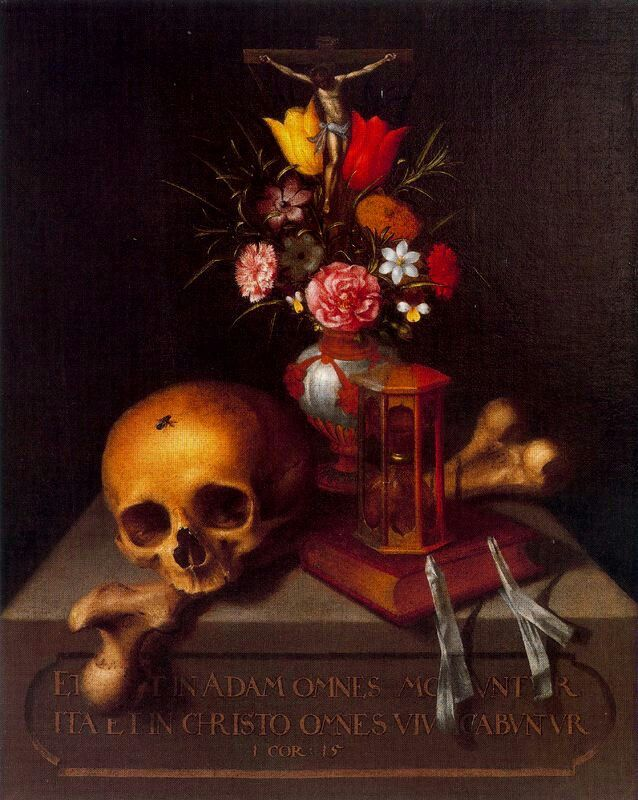
ヴァニタス